# XHJMA-TV
XHJMA-TV fue un canal de televisión con licencia para operar en Hidalgo del Parral, Chihuahua, México, transmitiendo en el canal 3 de 1969 hasta abril de 2014.

## Historia
Después de recibir su concesión en septiembre de 1964, XHJMA-TV inició transmisiones en 1969, siendo la primera estación de televisión en Hidalgo del Parral. Fundada por José Manuel Acosta Castañeda (de quien cuyo nombre toma sus letras de identificativo de llamada), y cuando Castañeda se involucró en la creación de la Telecadena Mexicana, XHJMA pasó a formar parte de dicha red televisiva y fue uno de sus estaciones que se afilió a Televisión Independiente de México. Fue además la primera estación de televisión comercial en México en tener un identificativo de llamada de 5 letras.
En 1975, las estaciones de Telecadena Mexicana fueron expropiadas por el gobierno mexicano después de que esta quebró. Algunas estaciones pasaron a ser subastadas, y pasaron a manos de Corporación Mexicana de Radio y Televisión o Tele-Radiofónico Nacional, dos empresas paraestatales, que ganaron las concesiones y mantuvieron todas las estaciones del interior de la república como repetidoras de la red de Canal 13 (hoy Azteca Trece). Hubo varias excepciones importantes a este proceso, de esta forma; XHBL-TV canal 13 Culiacán, Sinaloa quedó en el aire por algún tiempo con programación desconocida, XHST-TV en Mérida, Yucatán, quedó bajo la operación de SOMEX por varios años hasta que el gobierno estatal de Yucatán la compró en 1981, y José Manuel Acosta Castañeda mantuvo XHJMA-TV, XHIA-TV canal 2 en Torreón y XHCG-TV canal 12 en Los Mochis. También realizó varios intentos de obtener concesiones de estaciones de televisión que —incluían algunas de las que había perdido—, pero sin éxito alguno.
Después de que en noviembre de 1975 que se avisó Acosta Castañeda la revocación de varias estaciones. En enero de 1977 se publicó en el DOF la autorización para explotar comercialmente el canal 3 de Parral, el cual habría pedido cambiar y quedarse con el identificativo XHPAR-TV. Aun así, esto nunca pasó, y para finales de los años 70 siguió formando parte de la Telecadena Mexicana la red exterior del Canal 13 de la Ciudad de México, operado con la ayuda de SOMER (Sociedad Mexicana de la Radio). Esta situación sólo fue aplicada a XHJMA, XHIA y XHCG.
A finales de los años 90, disputas de trabajo conllevaron al cierre de las estaciones de Torreón y Los Mochis; tampoco el canal sería reabierto, y en Los Mochis el canal 11 fue ocupado por Canal Once  en vez de la Telecadena. En Parral la estación quedó cada vez más como un canal local, cuando Castañeda quedó en la quiebra, la estación fue arrendada a Otto Valles Baca, quién operó XEJS-AM 1160.
En julio de 2009, agentes federales irrumpieron con un cateo las instalaciones de XEJS-AM y XHJMA-TV forzándolas a estar fuera del aire la mayor parte del día y decomisando todo el equipo de transmisión. Más tarde, entendiendo que dicha irrupción fue un error, la Comisión Federal de Telecomunicaciones se disculpó e incluso se ofreció para ayudar a la reinstalación de la estación.
Aun así, XHJMA salió del aire de forma definitiva el 25 de marzo de 2014, cuándo inspectores en favor del recién creado Instituto Federal de Telecomunicaciones visitaron Hidalgo del Parral, donde habían recibido información de que un canal 3 operaba sin cualquier concesión o permiso. En esta visita, las autoridades confiscaron de nueva cuenta los equipos para la transmisión. El personal de la estación descubrió que la estación tenía un estatus legal complicado, a pesar de que Castañeda había muerto en noviembre de 2009. Una multa de 33,000 pesos fue impuesta a la estación, la cual trató de negociar con oficiales federales en Ciudad de México en una oferta para poner la estación al aire de nueva cuenta.